# Schwedischer Fußballpokal der Männer 2020/21
Der schwedische Fußballpokal 2020/21 (auch Svenska Cupen 2020/21 genannt) war die 65. Austragung des Fußballpokalwettbewerbs der Männer. Die 1. Runde begann am 30. Juli 2020. Das Finale fand am 30. Mai 2021 in der Tele2 Arena von Stockholm statt. Titelverteidiger war IFK Göteborg.
Pokalsieger wurde Hammarby IF. Das Team setzte sich im Finale nach torlosen 120 Minuten im Elfmeterschießen gegen BK Häcken durch. Der Sieger qualifizierte sich damit für die 2. Qualifikationsrunde der UEFA Europa Conference League 2021/22. Torschützenkönig wurde mit jeweils sechs Toren Adam Bergmark-Wiberg von Falkenbergs FF und Edward Chilufya von Djurgårdens IF.

## Modus
Die K.-o.-Spiele wurden in einer Begegnung entschieden. Bei unentschiedenem Ausgang gibt es eine Verlängerung von zweimal 15 Minuten und gegebenenfalls ein Elfmeterschießen. In der 1. Runde traten 64 Mannschaften der dritten Spielklasse oder darunter gegeneinander an. Den Siegern wurde in der 2. Runde, jeweils nach Nord und Süd getrennt, ein Verein der Allsvenskan bzw. der Superettan zugelost.
Die 32 Sieger qualifizierten sich für die Gruppenphase. In jeder Gruppe wurden zwei gesetzte und zwei ungesetzte Mannschaften gelost. Dort spielte jedes Team in einer einfachen Runde gegen die anderen drei Gruppengegner. Die Gruppensieger erreichten das Viertelfinale. In allen K.-o.-Runden hatten unterklassige Vereine Heimrecht.

## Teilnehmer
| Fotbollsallsvenskan (16) (Level 1) | Superettan (16) (Level 2) | Division 1 (18) (Level 3) |
| --- | --- | --- |
| - Djurgårdens IF - IF Elfsborg - Falkenbergs FF - IFK Göteborg - BK Häcken - Hammarby IF - Helsingborgs IF - Kalmar FF - Malmö FF - Mjällby AIF - IFK Norrköping - IK Sirius - AIK Solna - Örebro SK - Östersunds FK - Varbergs BoIS | - Akropolis IF - IK Brage - Dalkurd FF - Degerfors IF - AFC Eskilstuna - GAIS Göteborg - Halmstads BK - Jönköpings Södra IF - Ljungskile SK - Norrby IF - Örgryte IS - Östers IF - GIF Sundsvall - Trelleborgs FF - Umeå FC - Västerås SK | - IF Brommapojkarna - Eskilsminne IF - IFK Haninge - IF Karlstad Fotboll - Karlslunds IF - Landskrona BoIS - Lindome GIF - Lunds BK - Nyköpings BIS - Oskarshamns AIK - Sandvikens IF - Sollentuna FF - Täby FK - Team TG FF - Torns IF - FC Trollhättan - Utsiktens BK - Vasalunds IF |
| Division 2 (33) (Level 4) | | |
| - IFK Åmål - Ängelholms FF - Asarums IF - Assyriska BK - Assyriska IF - Bodens BK - Enköpings SK - Enskede IK - BK Forward - Gamla Upsala SK - IK Gauthiod                                                                           | - Gottne IF - FC Gute - IS Halmia - Hässleholms IF - Hudiksvalls FF - Husqvarna FF - Karlbergs BK - IF Karlstad Fotbollutveckling - Kristianstad FC - Kvarnsvedens IK - Newroz FC                                                         | - Onsala BK - Räppe GoIF - FC Rosengård 1917 - Skiljebo SK - Stenungsunds IF - FC Stockholm Internazionale - IFK Stocksund - Stöde IF - Trosa-Vagnhärad SK - Vänersborgs FK - Ytterhogdals IK                                                                                          |
| Division 3 (10) (Level 5) | Division 4 (2) (Level 6) | Division 5 (1) (Level 7) |
| - Anderstorps IF - Angered BK - Åryds IK - BK Astrio - IFK Falköping - Gnosjö IF - Hisingsbacka FC - IF Lödde - IK Sleipner - Värtans IK                                                                                             | - Boxholms IF - Ekedalens SK | - Rosenbergs IK |

## 1. Runde
Teilnehmer: 18 Vereine der Division 1, 33 Vereine der Division 2, zehn Vereine der Division 3, zwei Vereine der Division 4 und ein Verein aus der Division 5.
| Datum      |                                    | Ergebnis              |                                  |
| ---------- | ---------------------------------- | --------------------- | -------------------------------- |
| 30.07.2020 | Ängelholms FF (IV)                 | 1:1 n. V. (2:4 i. E.) | Lunds BK (III)                   |
| 31.07.2020 | BK Forward (IV)                    | 1:0                   | IF Karlstad Fotboll (III)        |
| 01.08.2020 | Assyriska BK (IV)                  | 5:3                   | Onsala BK (IV)                   |
| 01.08.2020 | IFK Stocksund (IV)                 | 0:1                   | Vasalunds IF (III)               |
| 02.08.2020 | Värtans IK (V)                     | 2:4 n. V.             | FC Gute (IV)                     |
| 02.08.2020 | Skiljebo SK (IV)                   | 1:2                   | Karlslunds IF (III)              |
| 02.08.2020 | IF Karlstad Fotbollutveckling (IV) | 2:1                   | IFK Åmål (IV)                    |
| 02.08.2020 | Kvarnsvedens IK (IV)               | 0:3                   | Sandvikens IF (III)              |
| 04.08.2020 | Stenungsunds IF (IV)               | 1:0                   | FC Trollhättan (III)             |
| 04.08.2020 | Kristianstad FC (IV)               | 2:3 n. V.             | Torns IF (III)                   |
| 04.08.2020 | FC Rosengård 1917 (IV)             | 1:2 n. V.             | Landskrona BoIS (III)            |
| 18.08.2020 | Assyriska IF (IV)                  | 5:3                   | Oskarshamns AIK (III)            |
| 19.08.2020 | IF Lödde (V)                       | 1:0                   | Eskilsminne IF (III)             |
| 19.08.2020 | Hudiksvalls FF (IV)                | 2:1                   | Ytterhogdals IK (IV)             |
| 19.08.2020 | Karlbergs BK (IV)                  | 1:3                   | IF Brommapojkarna (III)          |
| 19.08.2020 | Trosa-Vagnhärad SK (IV)            | 0:6                   | Sollentuna FF (III)              |
| 19.08.2020 | Enskede IK (IV)                    | 2:4                   | Täby FK (III)                    |
| 19.08.2020 | Vänersborgs FK (IV)                | 2:2 n. V. (2:4 i. E.) | Utsiktens BK (III)               |
| 19.08.2020 | Newroz FC (IV)                     | 4:2 n. V.             | Gamla Upsala SK (IV)             |
| 19.08.2020 | IK Sleipner (V)                    | 1:2                   | Nyköpings BIS (III)              |
| 25.08.2020 | Anderstorps IF (V)                 | 0:3                   | BK Astrio (V)                    |
| 25.08.2020 | Angered BK (V)                     | 1:0                   | IFK Falköping (V)                |
| 25.08.2020 | IS Halmia (IV)                     | 3:1                   | Lindome GIF (III)                |
| 25.08.2020 | Enköpings SK (IV)                  | 2:3                   | IFK Haninge (III)                |
| 26.08.2020 | Ekedalens SK (VI)                  | 3:1                   | Gnosjö IF (V)                    |
| 26.08.2020 | Gottne IF (IV)                     | 5:0                   | Stöde IF (IV)                    |
| 26.08.2020 | Åryds IK (V)                       | 1:2                   | Asarums IF (IV)                  |
| 26.08.2020 | Bodens BK (IV)                     | 1:1 n. V. (4:3 i. E.) | Team TG FF (III)                 |
| 26.08.2020 | Boxholms IF (VI)                   | 1:4                   | Husqvarna FF (IV)                |
| 26.08.2020 | Hisingsbacka FC (V)                | 3:4                   | IK Gauthiod (IV)                 |
| 26.08.2020 | Rosenbergs IK (VII)                | 1:4                   | FC Stockholm Internazionale (IV) |
| 16.09.2020 | Hässleholms IF (IV)                | 1:0                   | Räppe GoIF (IV)                  |

## 2. Runde
Teilnehmer: Die 32 Sieger der 1. Runde und alle Mannschaften der Allsvenskan 2020 und der Superettan 2020.
| Datum      |                                     | Ergebnis              |                          |
| ---------- | ----------------------------------- | --------------------- | ------------------------ |
| 29.09.2020 | Vasalunds IF (III)                  | 0:5                   | IK Brage (V)             |
| 30.09.2020 | Bodens BK (IV)                      | 0:3                   | Västerås SK (II)         |
| 30.09.2020 | BK Forward (IV)                     | 0:3                   | Akropolis IF (II)        |
| 30.09.2020 | IK Gauthiod (IV)                    | 1:0                   | Ljungskile SK (II)       |
| 30.09.2020 | Angered BK (V)                      | 1:3                   | BK Häcken (I)            |
| 30.09.2020 | BK Astrio (V)                       | 0:9                   | Falkenbergs FF (I)       |
| 30.09.2020 | Sandvikens IF (III)                 | 2:0                   | Jönköpings Södra IF (II) |
| 30.09.2020 | FC Stockholm Internazionale (IV)    | 1:3 n. V.             | Degerfors IF (II)        |
| 30.09.2020 | Täby FK (III)                       | 0:2                   | AFC Eskilstuna (II)      |
| 30.09.2020 | Stenungsunds IF (IV)                | 0:3                   | IF Elfsborg (I)          |
| 30.09.2020 | IS Halmia (IV)                      | 0:3                   | Helsingborgs IF (I)      |
| 30.09.2020 | Torns IF (III)                      | 2:3 n. V.             | Trelleborgs FF (II)      |
| 30.09.2020 | Assyriska BK (IV)                   | 0:5                   | Mjällby AIF (I)          |
| 30.09.2020 | Oskarshamns AIK (III)               | 0:0 n. V. (5:3 i. E.) | Varbergs BoIS (I)        |
| 30.09.2020 | Husqvarna FF (IV)                   | 1:3                   | IFK Göteborg (I)         |
| 30.09.2020 | Landskrona BoIS (III)               | 1:0                   | Östers IF (II)           |
| 01.10.2020 | Asarums IF (IV)                     | 1:4                   | Kalmar FF (I)            |
| 01.10.2020 | IF Karlstad Fotbollutveckling (III) | 1:2                   | Dalkurd FF (II)          |
| 01.10.2020 | Karlslunds IF (III)                 | 1:2                   | AIK Solna (I)            |
| 01.10.2020 | Utsiktens BK (III)                  | 1:0 n. V.             | Norrby IF (II)           |
| 06.10.2020 | Hässleholms IF (IV)                 | 1:5                   | Halmstads BK (II)        |
| 07.10.2020 | Hudiksvalls FF (IV)                 | 0:3                   | GIF Sundsvall (II)       |
| 08.10.2020 | Gottne IF (IV)                      | 0:6                   | IFK Norrköping (I)       |
| 08.10.2020 | IF Lödde (V)                        | 2:1                   | Örgryte IS (II)          |
| 15.10.2020 | Nyköpings BIS (III)                 | 2:4                   | Östersunds FK (I)        |
| 18.10.2020 | Ekedalens SK (VI)                   | 0:2                   | GAIS Göteborg (II)       |
| 21.10.2020 | IFK Haninge (III)                   | 1:2                   | Örebro SK (I)            |
| 11.11.2020 | IF Brommapojkarna (III)             | 1:3                   | IK Sirius (I)            |
| 12.11.2020 | FC Gute (IV)                        | 0:5                   | Hammarby IF (I)          |
| 19.11.2020 | Sollentuna FK (III)                 | 0:4                   | Djurgårdens IF (I)       |
| 02.12.2020 | Lunds BK (III)                      | 00:3 1                | Malmö FF (I)             |
| 31.01.2021 | Newroz FC (IV)                      | 0:5                   | Umeå FC (II)             |

## Gruppenphase
Für die Gruppenphase waren die 32 Sieger der zweiten Runde qualifiziert. Dabei waren die 16 bestplatzierten Mannschaften der letzten Saison als Gruppenerste und -zweite gesetzt, während die restlichen 16 ihnen zugelost wurden. Die Spiele wurden vom 20. Februar bis zum 7. März 2021 ausgetragen. In der Klammer ist die jeweilige Ligaebene angegeben, in der der Verein in der Saison 2020 spielte.

### Gruppe 1
| Datum      |               | Ergebnis |               |
| ---------- | ------------- | -------- | ------------- |
| 21.02.2021 | Halmstads BK  | 0:2      | GAIS Göteborg |
| 21.02.2021 | Malmö FF      | 1:2      | Västerås SK   |
| 27.02.2021 | Halmstads BK  | 0:0      | Västerås SK   |
| 01.03.2021 | GAIS Göteborg | 1:0      | Malmö FF      |
| 06.03.2021 | Västerås SK   | 3:0      | GAIS Göteborg |
| 06.03.2021 | Malmö FF      | 4:1      | Halmstads BK  |

| Pl. | Verein             | Sp. | S | U | N | Tore    | Diff. | Punkte |
| --- | ------------------ | --- | - | - | - | ------- | ----- | ------ |
| 1.  | Västerås SK (II)   | 3   | 2 | 1 | 0 | 005:100 | +4    | 07     |
| 2.  | GAIS Göteborg (II) | 3   | 2 | 0 | 1 | 003:300 | ±0    | 06     |
| 3.  | Malmö FF (I)       | 3   | 1 | 0 | 2 | 005:400 | +1    | 03     |
| 4.  | Halmstads BK (II)  | 3   | 0 | 1 | 2 | 001:600 | −5    | 01     |

### Gruppe 2
| Datum      |                | Ergebnis |                |
| ---------- | -------------- | -------- | -------------- |
| 22.02.2021 | IF Elfsborg    | 0:1      | Degerfors IF   |
| 22.02.2021 | Utsiktens BK   | 1:3      | Falkenbergs FF |
| 28.02.2021 | Falkenbergs FF | 1:3      | Degerfors IF   |
| 28.02.2021 | Utsiktens BK   | 1:4      | IF Elfsborg    |
| 06.03.2021 | Degerfors IF   | 2:0      | Utsiktens BK   |
| 06.03.2021 | IF Elfsborg    | 3:2      | Falkenbergs FF |

| Pl. | Verein             | Sp. | S | U | N | Tore    | Diff. | Punkte |
| --- | ------------------ | --- | - | - | - | ------- | ----- | ------ |
| 1.  | Degerfors IF (II)  | 3   | 3 | 0 | 0 | 006:100 | +5    | 09     |
| 2.  | IF Elfsborg (I)    | 3   | 2 | 0 | 1 | 007:400 | +3    | 06     |
| 3.  | Falkenbergs FF (I) | 3   | 1 | 0 | 2 | 006:700 | −1    | 03     |
| 4.  | Utsiktens BK (III) | 3   | 0 | 0 | 3 | 002:900 | −7    | 0      |

### Gruppe 3
| Datum      |                 | Ergebnis |                 |
| ---------- | --------------- | -------- | --------------- |
| 21.02.2021 | BK Häcken       | 2:0      | Dalkurd FF      |
| 21.02.2021 | IK Gauthiod     | 1:1      | Helsingborgs IF |
| 27.02.2021 | IK Gauthiod     | 0:3      | BK Häcken       |
| 27.02.2021 | Helsingborgs IF | 1:2      | Dalkurd FF      |
| 07.03.2021 | BK Häcken       | 1:1      | Helsingborgs IF |
| 07.03.2021 | Dalkurd FF      | 5:0      | IK Gauthiod     |

| Pl. | Verein              | Sp. | S | U | N | Tore    | Diff. | Punkte |
| --- | ------------------- | --- | - | - | - | ------- | ----- | ------ |
| 1.  | BK Häcken (I)       | 3   | 2 | 1 | 0 | 006:100 | +5    | 07     |
| 2.  | Dalkurd FF (II)     | 3   | 2 | 0 | 1 | 007:300 | +4    | 06     |
| 3.  | Helsingborgs IF (I) | 3   | 0 | 2 | 1 | 003:400 | −1    | 02     |
| 4.  | IK Gauthiod (IV)    | 3   | 0 | 1 | 2 | 001:900 | −8    | 01     |

### Gruppe 4
| Datum      |                | Ergebnis |                |
| ---------- | -------------- | -------- | -------------- |
| 21.02.2021 | Kalmar FF      | 1:2      | Umeå FC        |
| 21.02.2021 | Djurgårdens IF | 1:0      | IK Brage       |
| 28.02.2021 | Kalmar FF      | 1:0      | IK Brage       |
| 28.02.2021 | Umeå FC        | 0:7      | Djurgårdens IF |
| 06.03.2021 | Djurgårdens IF | 4:1      | Kalmar FF      |
| 06.03.2021 | IK Brage       | 1:0      | Umeå FC        |

| Pl. | Verein             | Sp. | S | U | N | Tore    | Diff. | Punkte |
| --- | ------------------ | --- | - | - | - | ------- | ----- | ------ |
| 1.  | Djurgårdens IF (I) | 3   | 3 | 0 | 0 | 012:100 | +11   | 09     |
| 2.  | IK Brage (II)      | 3   | 1 | 0 | 2 | 001:200 | −1    | 03     |
| 3.  | Kalmar FF (I)      | 3   | 1 | 0 | 2 | 003:600 | −3    | 03     |
| 4.  | Umeå FC (II)       | 3   | 1 | 0 | 2 | 002:900 | −7    | 03     |

### Gruppe 5
| Datum      |                 | Ergebnis |                 |
| ---------- | --------------- | -------- | --------------- |
| 21.02.2021 | Mjällby AIF     | 3:1      | Akropolis IF    |
| 21.02.2021 | Landskrona BoIS | 0:3      | Östersunds FK   |
| 27.02.2021 | Landskrona BoIS | 0:3      | Mjällby AIF     |
| 03.03.2021 | Östersunds FK   | 1:1      | Akropolis IF    |
| 07.03.2021 | Mjällby AIF     | 0:1      | Östersunds FK   |
| 07.03.2021 | Akropolis IF    | 0:2      | Landskrona BoIS |

| Pl. | Verein                | Sp. | S | U | N | Tore    | Diff. | Punkte |
| --- | --------------------- | --- | - | - | - | ------- | ----- | ------ |
| 1.  | Östersunds FK (I)     | 3   | 2 | 1 | 0 | 005:100 | +4    | 07     |
| 2.  | Mjällby AIF (I)       | 3   | 2 | 0 | 1 | 006:200 | +4    | 06     |
| 3.  | Landskrona BoIS (III) | 3   | 1 | 0 | 2 | 002:600 | −4    | 03     |
| 4.  | Akropolis IF (II)     | 3   | 0 | 1 | 2 | 002:600 | −4    | 01     |

### Gruppe 6
| Datum      |                | Ergebnis |                |
| ---------- | -------------- | -------- | -------------- |
| 20.02.2021 | IFK Norrköping | 2:0      | GIF Sundsvall  |
| 20.02.2021 | Sandvikens IF  | 3:4      | IFK Göteborg   |
| 28.02.2021 | Sandvikens IF  | 1:4      | IFK Norrköping |
| 28.02.2021 | IFK Göteborg   | 1:1      | GIF Sundsvall  |
| 07.03.2021 | IFK Norrköping | 1:1      | IFK Göteborg   |
| 07.03.2021 | GIF Sundsvall  | 2:3      | Sandvikens IF  |

| Pl. | Verein              | Sp. | S | U | N | Tore    | Diff. | Punkte |
| --- | ------------------- | --- | - | - | - | ------- | ----- | ------ |
| 1.  | IFK Norrköping (I)  | 3   | 2 | 1 | 0 | 007:200 | +5    | 07     |
| 2.  | IFK Göteborg (I)    | 3   | 1 | 2 | 0 | 006:500 | +1    | 05     |
| 3.  | Sandvikens IF (III) | 3   | 1 | 0 | 2 | 007:100 | −3    | 03     |
| 4.  | GIF Sundsvall (II)  | 3   | 0 | 1 | 2 | 003:600 | −3    | 01     |

### Gruppe 7
| Datum      |                | Ergebnis |                |
| ---------- | -------------- | -------- | -------------- |
| 20.02.2021 | Örebro SK      | 0:1      | Trelleborgs FF |
| 20.02.2021 | IF Lödde       | 0:1      | IK Sirius      |
| 28.02.2021 | IF Lödde       | 0:7      | Örebro SK      |
| 28.02.2021 | IK Sirius      | 1:1      | Trelleborgs FF |
| 06.03.2021 | Trelleborgs FF | 3:1      | IF Lödde       |
| 06.03.2021 | Örebro SK      | 2:2      | IK Sirius      |

| Pl. | Verein              | Sp. | S | U | N | Tore    | Diff. | Punkte |
| --- | ------------------- | --- | - | - | - | ------- | ----- | ------ |
| 1.  | Trelleborgs FF (II) | 3   | 2 | 1 | 0 | 005:200 | +3    | 07     |
| 2.  | IK Sirius (I)       | 3   | 1 | 2 | 0 | 004:300 | +1    | 05     |
| 3.  | Örebro SK (I)       | 3   | 1 | 1 | 1 | 009:300 | +6    | 04     |
| 4.  | IF Lödde (V)        | 3   | 0 | 0 | 3 | 001:110 | −10   | 0      |

### Gruppe 8
| Datum      |                 | Ergebnis |                 |
| ---------- | --------------- | -------- | --------------- |
| 20.02.2021 | Hammarby IF     | 4:1      | AFC Eskilstuna  |
| 20.02.2021 | Oskarshamns AIK | 1:2      | AIK Solna       |
| 27.02.2021 | AIK Solna       | 4:0      | AFC Eskilstuna  |
| 27.02.2021 | Oskarshamns AIK | 0:3      | Hammarby IF     |
| 07.03.2021 | AFC Eskilstuna  | 4:1      | Oskarshamns AIK |
| 07.03.2021 | Hammarby IF     | 3:2      | AIK Solna       |

| Pl. | Verein                | Sp. | S | U | N | Tore    | Diff. | Punkte |
| --- | --------------------- | --- | - | - | - | ------- | ----- | ------ |
| 1.  | Hammarby IF (I)       | 3   | 3 | 0 | 0 | 010:300 | +7    | 09     |
| 2.  | AIK Solna (I)         | 3   | 2 | 0 | 1 | 008:400 | +4    | 06     |
| 3.  | AFC Eskilstuna (II)   | 3   | 1 | 0 | 2 | 005:900 | −4    | 03     |
| 4.  | Oskarshamns AIK (III) | 3   | 0 | 0 | 3 | 002:900 | −7    | 0      |

## Finalrunde

### Rangliste der Gruppensieger
| Pl. | Verein              | Sp. | S | U | N | Tore    | Diff. | Punkte |
| --- | ------------------- | --- | - | - | - | ------- | ----- | ------ |
| 1.  | Djurgårdens IF (I)  | 3   | 3 | 0 | 0 | 012:100 | +11   | 09     |
| 2.  | Hammarby IF (I)     | 3   | 3 | 0 | 0 | 010:300 | +7    | 09     |
| 3.  | Degerfors IF (II)   | 3   | 3 | 0 | 0 | 006:100 | +5    | 09     |
| 4.  | IFK Norrköping (I)  | 3   | 2 | 1 | 0 | 007:200 | +5    | 07     |
| 5.  | BK Häcken (I)       | 3   | 2 | 1 | 0 | 006:100 | +5    | 07     |
| 6.  | Östersunds FK (I)   | 3   | 2 | 1 | 0 | 005:100 | +4    | 07     |
| 7.  | Västerås SK (II)    | 3   | 2 | 1 | 0 | 005:100 | +4    | 07     |
| 8.  | Trelleborgs FF (II) | 3   | 2 | 1 | 0 | 005:200 | +3    | 07     |

Platzierungskriterien: 1. Punkte – 2. Tordifferenz – 3. geschossene Tore – 4. Ligaplatzierung

### Viertelfinale
Für das Viertelfinale qualifizierten sich die acht Gruppensieger. Dabei waren die besten vier Gruppensieger gesetzt, während die anderen vier ihnen zugelost wurden. In der Klammer ist die jeweilige Ligaebene angegeben, in der der Verein in der Saison 2020 spielte.
| Datum      |                    | Ergebnis  |                     |
| ---------- | ------------------ | --------- | ------------------- |
| 13.03.2021 | IFK Norrköping (I) | 2:3       | BK Häcken (I)       |
| 14.03.2021 | Degerfors IF (II)  | 3:4 n. V. | Västerås SK (II)    |
| 14.03.2021 | Djurgårdens IF (I) | 3:0       | Östersunds FK (I)   |
| 01.04.2021 | Hammarby IF (I)    | 3:2 n. V. | Trelleborgs FF (II) |

### Halbfinale
| Datum      |                    | Ergebnis |                  |
| ---------- | ------------------ | -------- | ---------------- |
| 20.03.2021 | BK Häcken (I)      | 3:0      | Västerås SK (II) |
| 04.04.2021 | Djurgårdens IF (I) | 0:1      | Hammarby IF (I)  |

### Finale
| Paarung        | Hammarby IF – BK Häcken |
| Ergebnis       | 0:0 n. V.; 5:4 i. E. |
| Datum          | 30. Mai 2021 |
| Stadion        | Tele2 Arena, Stockholm |
| Zuschauer      | Unter Ausschluss der Öffentlichkeit |
| Schiedsrichter | Kaspar Sjöberg |
| Tore           | Elfmeterschießen: 0:1 Alexander Faltsetas 1:1 Paulinho 1:2 Leo Bengtsson 2:2 David Accam 2:3 Joona Toivio 3:3 Mads Fenger Bénie Traoré (gehalten) 4:3 Aimar Sher 4:4 Ali Youssef 5:4 Astrit Selmani |
| Hammarby IF    | David Ousted – Simon Sandberg (72. Aziz Ouattara), Mads Fenger, Jón Guðni Fjóluson, Mohanad Jeahze – Jeppe Andersen, Darijan Bojanić (73. Paulinho), Abdul Khalili (101. Aimar Sher) – Vladimir Rodić (60. Akinkunmi Amoo), Astrit Selmani, Gustav Ludwigson (110. David Accam) Cheftrainer: Stefan Billborn     |
| BK Häcken      | Pontus Dahlberg – Godswill Ekpolo, Joona Toivio, Johan Hammar, Oskar Sverrisson (96. Valgeir Lunddal Friðriksson) – Gustav Berggren, Erik Friberg (83. Alexander Faltsetas) – Patrik Walemark (55. Leo Bengtsson), Tobias Heintz (55. Ali Youssef), Bénie Traoré – Alexander Jeremejeff Cheftrainer: Andreas Alm |
| Gelbe Karten   | Andersen (28.), Sandberg (65.), Fenger (75.), Selmani (83.), Ousted (104.), Amoo (106.) – Toivio (20.), Berggren (83.) |
| Platzverweise  | Andersen (120.) – keine |
|                | keine – Jeremejeff (104., Tätlichkeit) |